# Promessa (singolo)
Promessa è il primo singolo estratto dall'omonimo album della cantante italiana Carlotta, pubblicato nel marzo 2001.

## Descrizione
Il brano è stato scritto dalla stessa cantante insieme a Noel Assolo, Luca Angelosanti, Marco De Iaco, Davide Massa, Francesco Morettini e Alex Zuccaro e presentato al Festival di Sanremo 2001 nella sezione Nuove proposte classificandosi al 5º posto.

## Classifiche
| Classifica (2001) | Posizione raggiunta |
| ----------------- | ------------------- |
| Italia            | 41                  |